# ويندر ليرد هنري
ويندر ليرد هنري هو محامي وقاضي وسياسي أمريكي، ولد في 20 ديسمبر 1864، وتوفي في 5 يوليو 1940. نشط حزبياً في الحزب الديمقراطي. وقد انتخب عضو مجلس النواب الأمريكي ‏.